# Крамонд (остров)
Кра́монд (англ. Cramond Island) — один из нескольких островов, расположенных в заливе Ферт-оф-Форт у восточных берегов Шотландии, близ Эдинбурга. Расположен в полутора километрах от пригорода Эдинбурга Крамонд. Остров составляет около полукилометра в длину и занимает площадь 7,7 га.

## География

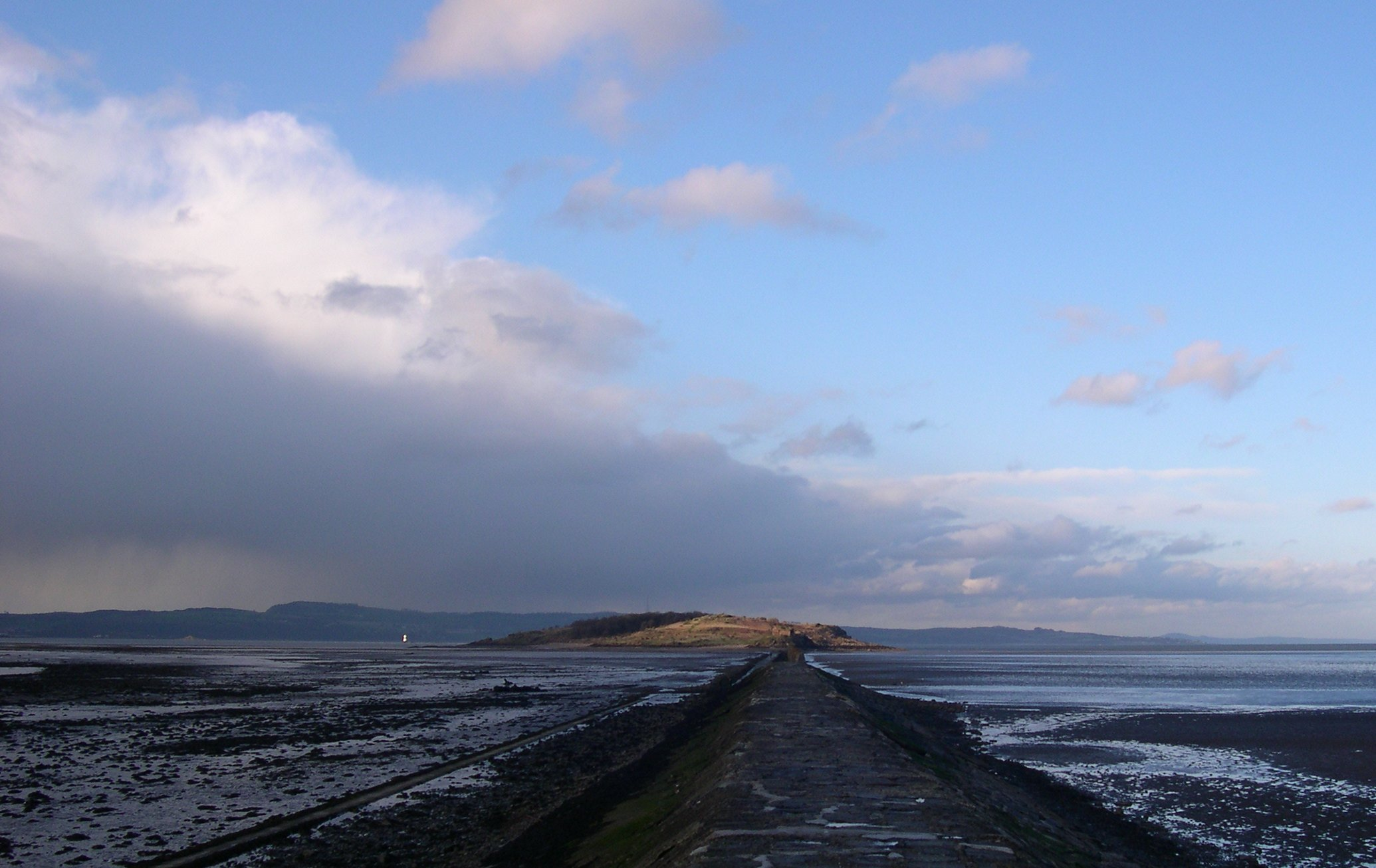
Дорога на остров

Расположенный примерно в одной миле (1,6 км) в море, Крамонд является приливным островом, то есть он соединён с основной частью Шотландии только во время отлива. Существует дорога, появляющаяся при низкой воде и обеспечивающая доступ на остров. Этот путь пролегает по дамбе, которая была построена как средство обороны от подводных лодок во время Второй мировой войны и является одной из самых ярких достопримечательностей в этом районе. Во время прилива дорога покрыта несколькими метрами морской воды, которая отсекает остров от материка. Большой знак, расположенный в начале дамбы, предупреждает посетителей об опасности прилива. Если это предупреждение будет проигнорировано, возможна серьёзная авария или люди могут задержаться на острове до следующего отлива. Остров является популярным местом отдыха.
Остров Крамонд является одним из 43 приливных островов в Великобритании и одним из 17 в Шотландии.

## История
На протяжении большей части своей истории остров использовался для сельского хозяйства, особенно для разведения овец. В северо-западной части острова находятся останки причала, построенного из местного камня, которые могут быть средневековыми по происхождению. По направлению к центру острова, наполовину скрытая, есть разорённая каменная усадьба. Остров появился на картах в 1853 году. Он был занят до 1930 года, а овцы ещё были на острове в 1960-х годах.
С началом Второй мировой войны остров, наряду с другими островами в Ферт-оф-Форт, был укреплён для защиты побережья в случае входа вражеских кораблей в залив.